# Купол Улісса
Купол Улісса (лат. Ulysses Tholus) — це вулкан на планеті Марс. Він розташований у квадранглі Tharsis за координатами 2,89° пн. ш., та 121,55° зх. д.. Його діаметр становить близько 58 км, а свою назву він отримав від назви класичної деталі альбедо. Купол Улісса розташований одразу ж на схід та дещо на північ від іншого вулкана — купола Бібліди (Biblis Tholus).
Терміном Tholus описують вулканічну вершину, його україномовним відповідником є назва «купол». Така вершина є дещо нижчою, аніж ті, що їх у марсіанській номенклатурі прийнято окреслювати терміном «гора» (лат. mons). Назва самого вулкана змінилася 19 вересня 2007 року. Попередня назва, Ulysses Patera, тепер стосується виключно (і такий підхід точніший) центральної кальдери, тоді як раніше її застосовували для опису всієї гори.

## Географія та геологія
Ударні кратери, що покривають рельєф у цій місцевості, свідчать про те, що активність вулкана припинилася вже дуже давно. За деякими оцінками, він утворився ще в нойську еру (бл. 3920 млн років тому), однак точно встановити його вік поки не вдалося.
Схили купола Улісса мають добре помітну радіальну текстуру - два великих кратери та один малий розлом. Його кальдера, що отримала назву Патера Улісса, діаметром сягає 58 км, та 2 км  глибиною. На стінках помітні потоки лави (до 800 м в ширину). Нахил схилів вулкана становить 7-12°. Схили вулкана з півночі на північний захід пронизані грабенами різних розмірів та різного віку. Його стінки мають два великих кратери розмірами від 15 до 30 км. На дні кальдери налічується до 15 невисоких пагорбів. Дві неглибокі депресії утворились на південно-західному краю кальдери; діаметром вони сягають декількох кілометрів. Ці западини вчені розцінюють як вулканічні кратерні ями, внутрішня частина яких була заповнена розплавленою лавою. Розрахунки вчених свідчать про нестачу тут кратера діаметром близько 1 км. З цього вони зробили висновок, що в минулому невеликі кратери були поховані під шаром розплавленої лави, а тому зараз їх не видно. Незважаючи на відносно велику кальдеру, купол Улісса, швидше за все, є базальтовим щитом.
|                                                                      |
| Розташування Ulysses Tholus відносно інших вулканів (знімок THEMIS). |

|                                                                |
| Мапа квадрангла Tharsis із позначенням найважливіших об'єктів. |